# Мечеть Шахідів
Мечеть Шахідів (азерб. Şəhidlər məscidi) — сунітська мечеть, розташована в столиці Азербайджану, в Баку, на Алеї шахідів. Побудована на початку 1990-х за сприяння влади Туреччини. Використовується як офіційна резиденція релігійних аташе посольства Туреччини. У 2009 у зв'язку з реконструкцією була тимчасово закрита.
У 2016 знову відкрито для вірян.

## Архітектура мечеті
Відноситься до незвичайного для Апшерон типу турецьких мечетей. На мечеті арабською та турецькою мовами написаний 154-й аят із сури Аль-Бакара